# سعدان (حجة)

تعديل مصدري - تعديل

سعدان هي إحدى قرى عزلة جبل عيان بمديرية حجة التابعة لمحافظة حجة، بلغ تعداد سكانها 143 نسمة حسب تعداد اليمن لعام 2004.